# هيئة الإذاعة والتلفزيون في بونتلاند
هيئة الإذاعة والتلفزيون في بونتلاند شبكة البث العامة لولاية بونتلاند المتمتعة بالحكم الذاتي في الصومال . يقع مقر هيئة التلفزيون والإذاعة الحكومية في بونتلاند الرئيسي في العاصمة الإقليمية جروي . وللهيئة أيضًا مكتب في لندن . تأسست هئية التلفزيون والإذاعة الحكومية في بونتلاند في أبريل 2013 ، تبث هيئة الإذاعة والتلفزيون في بونتلاند برامجها محليًا في الصومال عبر الخدمة الأرضية كما تبث برامجها على مستوى العالم من خلال الأقمار الصناعية . كما تبث الإذاعة عالميا عبر الموجات القصيرة ، ويصل إرسالها إلى فنلندا . وتسعى هيئة التلفزيون والإذاعة في بونتلاند إلى إيصال رسالة ولاية بونتلاند.إلى جميع أنحاء العالم بالصوت والصورة، كما تسعى إلى رفع مستوى الإعلام في المنطقة

## قسم اللغة العربية
تأسس قسم اللغة العربية التابع لهيئة الإذاعة والتلفزيون الحكومية في بونتلاند في 1 مارس 2020 برئاسة الإعلامي عمر عبدالقادر 

## روابط خارجية
- الموقع الرسمي